# 九龍巴士34線
九龍巴士34線是香港新界一條來往葵盛（中）及灣景花園的巴士路線，途經麗城花園、福來邨、荃灣西站、沙咀道、以及葵涌等多個公共屋邨。

## 歷史
本路線提供來往荃灣和中葵涌的老牌巴士服務，於1964年4月1日投入服務，初時來往葵涌新區（當時總站位於第40座外）往返荃灣曹公街，主要是舒緩16B（葵涌至深井）的龐大客量。在1966年2月13日，配合柴灣角工業區發展，總站遷往荃灣沙咀道近白田壩街。在1967年6月25日，受六七暴動影響而暫時停駛，同年11月18日恢復服務，總站縮短至荃灣中約（1968年初改稱荃灣碼頭）。翌年1968年12月1日，為方便南海紗廠員工，路線延長至荃灣西約（今海安路行人天橋近翠景臺巴士站一帶）。
1972年9月1日，配合中葵涌發展及葵盛邨入伙，總站延長至葵盛（1973年起改稱葵盛（東））。同日又新增路線34A，來往葵盛與荃灣碼頭。翌年9月16日，路線總站遷往葵盛（南）（葵盛邨第13座舊址、現新界區專線小巴94線總站）。再於1977年1月30日把總站遷往葵盛（中）。
1978年8月16日，34線改為循環線，以荃灣西約為總站。
1988年1月10日，34A線（葵盛（東）至荃灣碼頭）併入本線，本路線並繞經荃灣碼頭。
1992年10月5日，配合灣景花園入伙，本路線繞經灣景花園巴士總站，同時將總站遷往葵盛（東）。
1997年7月14日，本路線取消循環運作並改回兩邊總站，同時改為全空調服務。另外為配合葵盛區重建快將完成，同日起增闢特別班次34P，由葵盛（東）經葵盛圍上段、健全街及青山公路往荃灣地鐵站，今稱荃灣鐵路站。
2000年1月26日，客量一直稀少的34P線永久停駛，本線往灣景花園方向同日起改經荃灣地鐵站。
2001年，本線開始改派載客量較「三菱」高出3分1的「丹尼士飛鏢」型單層巴士。翌年秋季開始，本路線逐步改派空調雙層巴士全日行走。
2003年10月26日，本路線改經荃灣西站（現稱荃灣西站）。
2008年11月11日，往葵盛方向加停麗城花園第三期。翌年2月2日，本路線往灣景花園方向加停福來邨永康樓。
2013年8月4日，往葵盛中方向於「葵聯邨」增設分站。
2015年3月21日：增設到站時間預報。
2017年7月1日，配合九巴專營權延續，增設由建明街往灣景花園及林護紀念中學往葵盛中的分段收費。
2018年1月22日，往葵盛（中）方向駛至大涌道後，改經大涌道迴旋處及海興路支路轉入荃灣西站公共運輸交匯處，取消沙咀道「滿樂大廈」站而改停大涌道「祈德尊新邨」站。

## 服務時間及班次
| 葵盛（中）開     | 葵盛（中）開 | 葵盛（中）開 | 灣景花園開       | 灣景花園開  | 灣景花園開   |
| 日期             | 服務時間     | 班次（分鐘） | 服務日期         | 服務時間    | 班次（分鐘） |
| ---------------- | ------------ | ------------ | ---------------- | ----------- | ------------ |
| 星期一至五       | 05:35-06:45  | 14           | 星期一至五       | 06:05-06:45 | 20           |
| 星期一至五       | 06:45-09:25  | 16           | 星期一至五       | 06:45-10:45 | 16           |
| 星期一至五       | 09:25-11:45  | 20           | 星期一至五       | 10:45-12:45 | 20           |
| 星期一至五       | 11:45-13:00  | 15           | 星期一至五       | 12:45-14:00 | 15           |
| 星期一至五       | 13:00-14:20  | 16           | 星期一至五       | 14:00-16:40 | 16           |
| 星期一至五       | 14:20-16:20  | 15           | 星期一至五       | 16:40-20:40 | 15           |
| 星期一至五       | 16:20-17:40  | 16           | 星期一至五       | 20:40-22:40 | 20           |
| 星期一至五       | 17:40-18:55  | 15           | 星期一至五       | 22:40-00:20 | 25           |
| 星期一至五       | 18:55-23:30  | 25           |                  |             |              |
| 星期六           | 05:35-09:20  | 15           | 星期六           | 06:05-08:05 | 20           |
| 星期六           | 09:20-12:20  | 20           | 星期六           | 08:05-10:20 | 15           |
| 星期六           | 12:20-18:50  | 15           | 星期六           | 10:20-13:20 | 20           |
| 星期六           | 18:50-21:50  | 20           | 星期六           | 13:20-16:50 | 15           |
| 星期六           | 21:50-23:30  | 25           | 星期六           | 16:50-18:26 | 16           |
|                  |              |              | 星期六           | 18:26-20:30 | 15/16        |
| 20:30-23:30      | 20           |              | 星期六           |             |              |
| 23:30-00:20      | 25           |              | 星期六           |             |              |
| 星期日及公眾假期 | 05:35-05:55  | 20           | 星期日及公眾假期 | 06:05-09:25 | 25           |
| 星期日及公眾假期 | 05:55-06:45  | 25           | 星期日及公眾假期 | 09:25-14:25 | 20           |
| 星期日及公眾假期 | 06:45-12:25  | 20           | 星期日及公眾假期 | 14:25-17:10 | 15           |
| 星期日及公眾假期 | 12:25-19:10  | 15           | 星期日及公眾假期 | 17:10-18:10 | 12           |
| 星期日及公眾假期 | 19:10-21:50  | 20           | 星期日及公眾假期 | 18:10-20:10 | 15           |
| 星期日及公眾假期 | 21:50-23:30  | 25           | 星期日及公眾假期 | 20:10-23:30 | 20           |
|                  |              |              | 星期日及公眾假期 | 23:30-00:20 | 25           |

## 收費
全程：$5.7
- 林護紀念中學往葵盛（中）／建明街往灣景花園：$4.6

| - 本線設有12歲以下小童及65歲或以上長者半價優惠。 - 65歲或以上香港居民使用「樂悠咭」，以及12歲以下合資格殘疾兒童使用「殘疾人士身份」個人八達通繳付車資，均可享有每程$2.0或半價（以較低者為準）的票價優惠；12至64歲合資格殘疾人士使用「殘疾人士身份」個人八達通（包括「樂悠咭」），以及60至64歲香港居民使用「樂悠咭」繳付車資，均可享有每程$2.0或全費（以較低者為準）的票價優惠。 - 65歲或以上長者如使用長者或一般個人八達通繳付車資，則只可享有半價優惠；12至64歲合資格殘疾人士如不使用「殘疾人士身份」個人八達通，以及60至64歲人士如不使用「樂悠咭」繳付車資，必須繳付全費。 - 乘客可以現金或八達通於上車時付款，不設找續。 - 每位成人乘客可免費攜帶最多兩名4歲以下而不佔座位的兒童乘客乘車，超額之4歲以下小童必須繳付小童車費乘車。 - 持有「九巴月票」之乘客在車票有效期內，每日可享最多10程任何九龍巴士及龍運巴士路線（包括本路線，以及聯營路線的九龍巴士／龍運巴士提供的班次；惟乘搭機場「A」及「NA」線則可享原價二七折優惠（不會計算每天10次合資格車程））；而B1線則每日可享最多各2程（不會計算每天10次合資格車程）。 - 九龍巴士、城巴、龍運巴士及陽光巴士全職員工及家屬（不包括外判職員）可免費乘搭本路線，惟必須拍職員或職員家屬八達通。 - 乘客亦可透過多元化電子支付系統（e度嘟）繳付車資，包括使用非接觸式VISA卡、JCB卡、萬事達卡、銀聯卡、美國運通、大來國際、Discover Card、Apple Pay、Google Pay、Samsung Pay、AlipayHK「易乘碼」、支付寶、WeChatHK／微信支付「搭車碼」、銀聯雲閃付「乘車碼」及BOC Pay「乘車碼」。乘客使用此付款方式，使用此支付方式的乘客可享有中途下車之分段收費，以及與其他九巴／龍運獨營路線或聯營線九巴／龍運班次之轉乘優惠，惟不適用於與非九巴／龍運路線之轉乘優惠，亦不能享有「公共交通費用補貼計劃」及「長者及合資格殘疾人士公共交通票價優惠計劃」。 |

## 使用車輛
本線是新界區典型長期採用Seddon MK17型、亞比安VT17AL、Seddon Pennine 4型及亞比安EVK41XL型單層巴士的路線，且行走超逾30年，1988年改用「長牛」丹拿E型及丹拿珍寶雙層巴士，並於1990年初以「雞車」利蘭勝利二型巴士行走。
2012年5月31日，九巴曾改派1輛單層空調巴士行走本線，至2015年11月28日止，同日起本線無法再使用長過11米的巴士。
由於受灣景花園總站站坑設計影響和海興路與荃灣西站公共運輸交匯處之間的支路不允許11米或以上長度車輛進入，
現時本線使用8輛亞歷山大丹尼士Enviro 400 10.5米（ATSE）雙層空調巴士，均屬荔枝角車廠。
| 車隊編號 | 車牌   |
| -------- | ------ |
| ATSE5    | RT4306 |
| ATSE6    | RT4699 |
| ATSE18   | RU4869 |
| ATSE22   | RU5822 |
| ATSE26   | RU7694 |
| ATSE38   | RV9019 |
| ATSE45   | RW4801 |
| ATSE48   | RW5779 |

## 行車路線

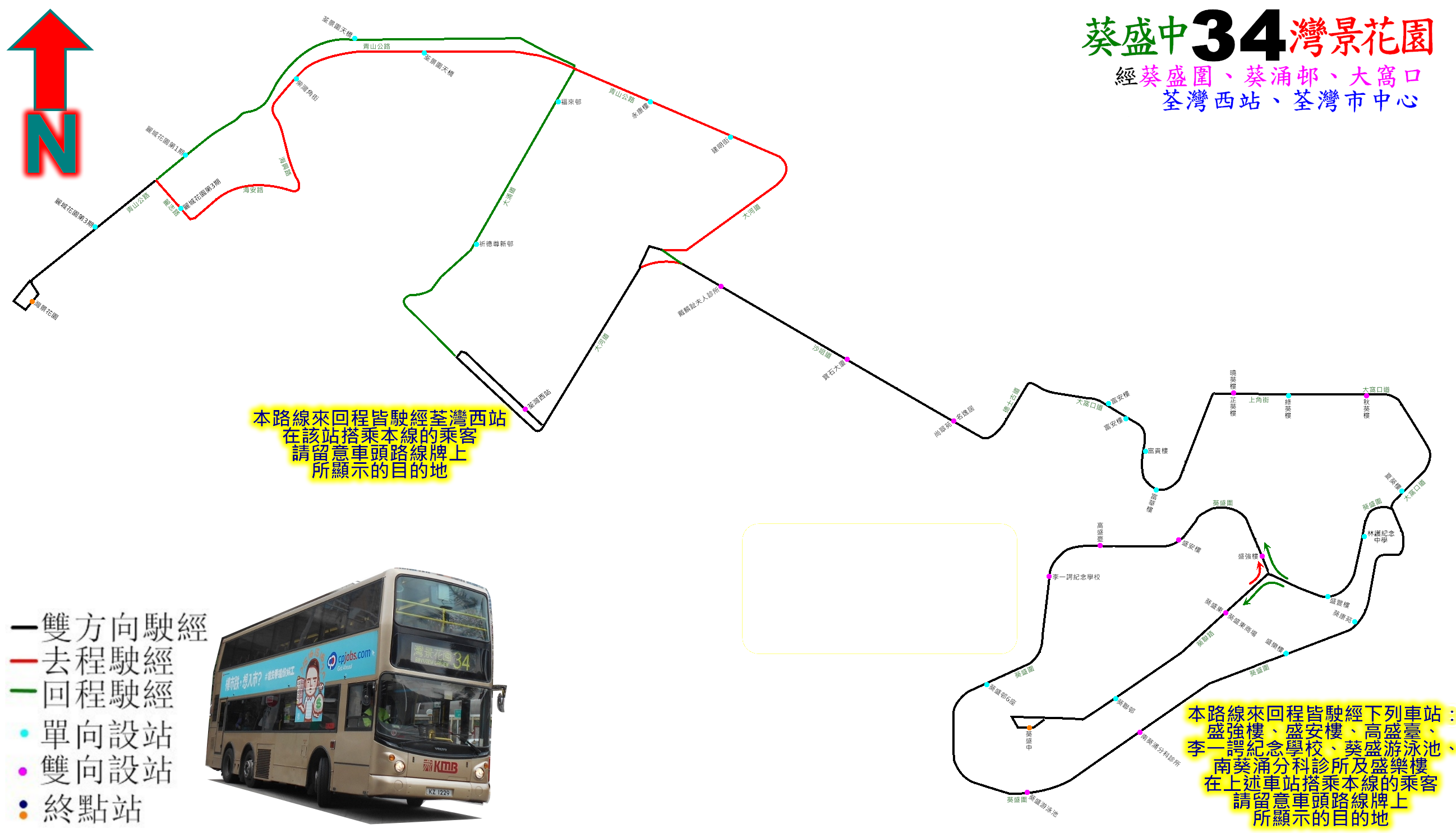
34路線的走線圖

葵盛（中）開經：葵聯路、葵盛圍、大窩口道、上角街、大窩口道、德士古道、沙咀道、大河道、荃灣西站公共運輸交匯處、大河道、青山公路—荃灣段、海興路、海安路、麗志路及青山公路—荃灣段。
灣景花園開經：青山公路—荃灣段、大涌道、荃灣西站公共運輸交匯處、大河道、沙咀道、德士古道、大窩口道、上角街、大窩口道、葵盛圍、大窩口道、葵盛圍及葵聯路。

### 沿線車站
| 葵盛（中）開 | 葵盛（中）開       | 葵盛（中）開           | 灣景花園開 | 灣景花園開         | 灣景花園開             |
| 序號         | 車站名稱           | 位置                   | 序號       | 車站名稱           | 位置                   |
| ------------ | ------------------ | ---------------------- | ---------- | ------------------ | ---------------------- |
| 1            | 葵盛（中）巴士總站 | 葵盛（中）巴士總站     | 1          | 灣景花園巴士總站   | 灣景花園巴士總站       |
| 2            | 葵盛東商場         | 葵聯路                 | 2          | 麗城花園第三期     | 青山公路－荃灣段       |
| 3            | 葵盛邨盛強樓       | 葵盛圍                 | 3          | 麗城花園第一期     | 青山公路－荃灣段       |
| 4            | 葵盛邨盛安樓       | 葵盛圍                 | 4          | 荃景圍天橋         | 青山公路－荃灣段       |
| 5            | 高盛臺             | 葵盛圍                 | 5          | 大涌道福來邨       | 大涌道                 |
| 6            | 盧光輝紀念學校     | 葵盛圍                 | 6          | 祈德尊新邨         | 大涌道                 |
| 7            | 葵盛游泳池         | 葵盛圍                 | 7          | 荃灣西站           | 荃灣西站公共運輸交匯處 |
| 8            | 南葵涌分科診所     | 葵盛圍                 | 8          | 戴麟趾夫人診所     | 沙咀道                 |
| 9            | 葵盛邨盛樂樓       | 葵盛圍                 | 9          | 寶石大廈           | 沙咀道                 |
| 10           | 葵盛圍葵康苑       | 葵盛圍                 | 10         | 名逸居             | 沙咀道                 |
| 11           | 葵涌邨夏葵樓       | 大窩口道               | 11         | 大窩口邨富安樓     | 大窩口道               |
| 12           | 葵涌邨秋葵樓       | 大窩口道               | 12         | 大窩口邨富貴樓     | 大窩口道               |
| 13           | 葵涌邨綠葵樓       | 上角街                 | 13         | 葵涌邨曉葵樓       | 上角街                 |
| 14           | 葵涌邨芷葵樓       | 上角街                 | 14         | 葵涌邨秋葵樓       | 大窩口道               |
| 15           | 大窩口邨富華樓     | 大窩口道               | 15         | 林護紀念中學       | 葵盛圍                 |
| 16           | 大窩口邨富安樓     | 大窩口道               | 16         | 葵盛邨盛豐樓       | 葵盛圍                 |
| 17           | 尚翠苑             | 沙咀道                 | 17         | 葵盛邨盛強樓       | 葵盛圍                 |
| 18           | 寶石大廈           | 沙咀道                 | 18         | 葵盛邨盛安樓       | 葵盛圍                 |
| 19           | 戴麟趾夫人診所     | 沙咀道                 | 19         | 高盛臺             | 葵盛圍                 |
| 20           | 荃灣西站           | 荃灣西站公共運輸交匯處 | 20         | 盧光輝紀念學校     | 葵盛圍                 |
| 21           | 建明街             | 青山公路—荃灣段        | 21         | 葵盛邨六座         | 葵盛圍                 |
| 22           | 福來邨永康樓       | 青山公路—荃灣段        | 22         | 葵盛游泳池         | 葵盛圍                 |
| 23           | 荃景圍天橋         | 青山公路—荃灣段        | 23         | 南葵涌分科診所     | 葵盛圍                 |
| 24           | 柴灣角街           | 青山公路—荃灣段        | 24         | 葵盛邨盛樂樓       | 葵盛圍                 |
| 25           | 麗城花園三期       | 麗志路                 | 25         | 葵盛（東）         | 葵盛（東）巴士總站     |
| 26           | 灣景花園巴士總站   | 灣景花園巴士總站       | 26         | 葵聯邨             | 葵聯路                 |
|              |                    |                        | 27         | 葵盛（中）巴士總站 | 葵盛（中）巴士總站     |

## 現況
34最初的總站為中葵涌（葵涌新區第40座外，現址為葵涌邨夏葵樓）及荃灣曹公街，主要是舒緩16B（葵涌至深井）的龐大客量。
1968年12月1日延長至荃灣西約，1972年9月1日配合中葵涌發展及葵盛邨入伙，總站延長至葵盛（現址為葵盛東巴士總站附近），由於葵盛比葵涌新區及大窩口稍遠離荃灣市中心，加上葵盛的大廈比大窩口一帶的要高很多，能容納的人口也增多了，34步入黃金時期，此時更需開辦34A（葵盛東至荃灣碼頭）以輔助其龐大需求。
葵盛地區在隨後的數年繼續發展，期間本路線在葵盛的總站多次更改（1973年9月16日遷往葵盛（南），即葵盛邨第13座舊址，再於1977年1月30日配合葵盛西部發展遷往葵盛（中）），最後於1978年8月16日改為循環線，以免在葵盛區繞路而浪費行車時間。
34線曾成為當時巴士愛好者較注意的一條路線，皆因它是荃灣少數以「亞比安」單層巴士行走的路線。但在1980年代，由於大窩口的公共房屋年事已高且有質素問題，故需要重建。於是在這地區的人口下降，對巴士服務的需求也下降，加上同區有43線及專線小巴等提供來往荃灣的選擇，客量大不如前，導致34A（葵盛東至荃灣碼頭）於1988年1月10日永久停駛，同日起本線改經荃灣市中心一段的沙咀道及荃灣碼頭，以取代34A的服務，同時並改派雙層巴士行走。
大窩口雖在1990年代初重建完畢，但隨即輪到葵盛邨及葵涌邨進行重建，客量仍然不高。約在同一時間，荃灣西約一帶開始有私人樓宇發展，為配合灣景花園入伙，本路線於1992年10月5日繞經灣景花園巴士總站，同時將總站由荃灣西約遷往葵盛（東）。為減少對葵盛西區居民不便，於返回葵盛方向時，會由大窩口道經葵盛圍往葵盛（東）總站，但隨即經葵聯路往葵盛西邨，然後經葵盛圍下段（葵盛泳地及賽馬會診所一帶）返回大窩口道，再經林護中學一段的葵盛圍返回葵盛（東）總站。
1997年7月14日起由原本循環運作改回兩邊總站（葵盛（中）至灣景花園），來回程改經葵盛圍上段及下段，並改為空調服務，以配合葵盛區即將重建完成，加上葵盛區學校林立（部份是在葵盛邨重建後新增的），在平日上下午通學時間經常出現擠迫情況。在空調化後的五年，不斷有市民埋怨本線的「三菱」巴士無法切合需求。雖然九巴在這段時間加開雙層空調巴士班次，但也無補於事。到了2001年，本線便改派載客量較「三菱」高出三分一的「丹尼士飛鏢」型單層巴士。而到2002年秋季新學年開始後，更有空調雙層巴士全日行走。當34轉為空調服務當日，為減少葵盛（東）居民因需繞經整個葵盛帶來的不便，更增闢特別班次34P，由葵盛（東）經葵盛圍上段、健全街及青山公路往荃灣地鐵站（近青山公路昌華大廈），但該線客量一直偏低，34P於2000年1月26日起停止服務，本線往灣景花園方向同日起改經大河道及青山公路，不經大涌道。
本路線在班次、收費及路線皆比沿途其他交通選擇缺乏優勢，專線小巴更以車海戰術及路線直接作競爭（尤其是取道葵福路的87及98線），本線又不如同區其他區內線（例如31、36、235）般提供任何八達通轉乘優惠，導致未能吸引轉車乘客使用，引致即使在上下課繁忙時間，客量亦只屬一般，除非是往返荃灣西約一帶就只有本線可供選擇，長者亦因專線小巴設有2元優惠導致客量進一步流失。
2003年初運輸署鑑於本路線客量一直偏低，曾於九廣西鐵通車前計劃取消本路線，以專線小巴線代替。但受到中葵涌居民大力反對，計劃最終擱置；而本線亦創造2項紀錄，是九巴路線中更改總站點次數最多的路線－－共9次，及路線編號維持時間最長的新界路線（1964年至今），而本線在與34A合併前在眾多往荃灣市中心巴士中曾經是唯一取道楊屋道行走的路線。

## 外部連結
- 九巴34線－九龍巴士 （页面存档备份，存于）